# VDI 3896
Die Richtlinie VDI 3896 ist ein technischer Standard des Vereins Deutscher Ingenieure (VDI). Sie beschäftigt sich mit der Aufbereitung von Biogas auf Erdgasqualität. Sie wurde im Oktober 2015 veröffentlicht, nachdem im Juni 2014 ein Richtlinienentwurf herausgegeben wurde. Die Richtlinie ist zweisprachig (deutsch/englisch); die deutsche Sprachfassung ist verbindlich. Zuständig für die Richtlinie ist der Fachbereich „Umweltschutztechnik“ der Kommission Reinhaltung der Luft. Die Richtlinie wird über DIN Media vertrieben. Die Richtlinie ist Bestandteil der Richtlinien-Handbücher VDI-Handbuch Biotechnologie, VDI-Handbuch Energietechnik und VDI/DIN-Handbuch Reinhaltung der Luft – Band 2: Emissionsminderung.

## Inhalt
Inhalt der Richtlinie ist die Beschreibung des Standes der Technik bei der Aufbereitung von Biogas, sodass es in Erdgasqualität in bestehende Gasnetze eingespeist werden kann. Bei den in der Richtlinie beschriebenen Aufbereitungsverfahren handelt es sich im Wesentlichen um
- Chemische Wäsche (z. B. Aminwäsche),
- Physikalische Wäsche (z. B. Druckwasserwäsche),
- Adsorption und
- Membranverfahren.

Die in der Richtlinie beschriebenen Verfahren zur Behandlung der entstehenden Abgase sind
- Thermische Abgasreinigung,
- Biologische Abgasreinigung und
- Physikalische Verfahren.

## Rechtliche Einordnung
Als Bestandteil des VDI-/DIN-Handbuchs Reinhaltung der Luft erfolgt in Abschnitt 5.1.1 der TA Luft ein dynamischer Verweis auf die Richtlinie. Sie soll bei der Ermittlung des Standes der Technik „als Erkenntnisquelle herangezogen werden“. Ein statischer Verweis auf die im Oktober 2015 veröffentlichte Richtlinie befindet sich in der TA Luft vom 18. August 2021 unter der Nummer 5.4.1.16a.